# Crocodilosa kittenbergeri
Crocodilosa kittenbergeri är en spindelart som beskrevs av Lodovico di Caporiacco 1947. Crocodilosa kittenbergeri ingår i släktet Crocodilosa och familjen vargspindlar. Inga underarter finns listade i Catalogue of Life.